# Lidens socken
För Lidens socken i Ångermanland, se Ådals-Lidens socken.
Lidens socken i Medelpad  ingår sedan 1974 i Sundsvalls kommun och motsvarar från 2016 Lidens distrikt.
Socknens areal är 712,50 kvadratkilometer, varav 666,90 land. År 2000 fanns här 1 031 invånare. Tätorten och kyrkbyn Liden med sockenkyrkorna Lidens nya och gamla kyrka ligger i socknen. 

## Administrativ historik
Lidens socken har medeltida ursprung. Ur socken utbröts senast omkring 1300 Holms socken. Mellan 1 januari 1886 (enligt beslut av 17 april 1885) och 1 januari 1936 var namnet Indals-Lidens socken.
Vid kommunreformen 1862 övergick socknens ansvar för de kyrkliga frågorna till Lidens församling och för de borgerliga frågorna bildades Lidens landskommun. Landskommunen inkorporerades 1952 i en nybildad Indals-Lidens landskommun som 1974 uppgick i Sundsvalls kommun.
1 januari 2016 inrättades distriktet Liden, med samma omfattning som församlingen hade 1999/2000.  
Socknen har tillhört fögderier, tingslag och domsagor enligt vad som beskrivs i artikeln Medelpad.  De indelta båtsmännen tillhörde Första Norrlands andradels båtsmanskompani.

## Geografi
Lidens socken ligger nordväst om Sundsvall, kring Indalsälven. Socknen har dalgångsbygd vid älven och är däromkring en kuperad höglänt sjörik skogsbygd med höjder som i Paljackahöjden i norr når 469 meter över havet, sjörik skogig kusttrakt.

### Byar (med antal hemman fram till år 1800)
Enligt Helge Nybergs Familjeregister
- Anderberget
- Backen (2 hemman 1535)
- Boda (1 hemman 1520, 2 hemman 1556, 3 hemman 1560, 4 hemman 1720)
- Bodacke (1 hemman 1535)
- Byn (2 hemman 1520. 1 hemman 1670)
- Dacke (1 hemman 1535, 2 hemman 1549)
- Fjäll
- (Väster-)Flygge (1 hemman 1535, 2 hemman 1543, 1 hemman 1663)
- Gussjöhöjden
- Järkvissle (1 hemman 1444, 2 hemman 1480, 3 hemman 1520, 4 hemman 1610, 5 hemman 1620)
- Klärke (1 hemman 1535, 2 hemman 1543)
- Kväcklingen (1 hemman 1695, 2 hemman 1765)
- Långliden
- Märgård (1 hemman 1535, 2 hemman 1543, 3 hemman 1642)
- Nilsböle (1 hemman 1535)
- Norrnäs
- Näcksjön (Nordansjö) (1 hemman 1650)
- Oxsjö
- Paljacka
- Rigåsen
- Sillre (1 hemman 1478, 2 hemman 1520, 5 hemman 1535, 6 hemman 1565)
- Skälsjödammet
- Skälsjön (1 hemman 1646)
- Stensjö (1 hemman 1644)
- Uneåsen (1 hemman 1519)
- Vålåsen
- Västanå (2 hemman 1750, 4 hemman 1763)
- Åsen (4 hemman 1535, 5 hemman 1708)
- Återvänningen (1 hemman 1646)
- Österflygge (1 hemman 1535, 2 hemman 1543, 3 hemman 1556)
- Stockholm med sina två gårdar tillhör Åsens by, vars huvuddel ligger på älvens högra sida nedströms bron.
- Göteborg rymmer fem gårdar och tillhör Bodacke by, vars huvuddel ligger på älvens vänstra sida nedströms mitt emot Göteborg. Avståndet mellan Stockholms nordligaste gård och Göteborgs sydligaste gård är cirka 500 meter.

## Fornlämningar
Från stenåldern har anträffats boplatser och från järnåldern gravfält. I skogstrakterna har man funnit cirka 400 fångstgropar.

## Namnet
Namnet (1344 Lidh) kommer från kyrkbyn. Namnet innehåller lid, 'backe, sluttning'.

## Befolkningsutveckling
| Befolkningsutvecklingen i Lidens socken 1750–1990                                                        | Befolkningsutvecklingen i Lidens socken 1750–1990 | Befolkningsutvecklingen i Lidens socken 1750–1990 | Befolkningsutvecklingen i Lidens socken 1750–1990 | Befolkningsutvecklingen i Lidens socken 1750–1990 |
| --- | ------------------------------------------------- | ------------------------------------------------- | ------------------------------------------------- | ------------------------------------------------- |
| |                                                   |                                                   |                                                   |                                                   |
| År |                                                   |                                                   | Folkmängd                                         |                                                   |
| 1750 | 1750                                              |                                                   | 418                                               |                                                   |
| 1760 | 1760                                              |                                                   | 488                                               |                                                   |
| 1769 | 1769                                              |                                                   | 545                                               |                                                   |
| 1780 | 1780                                              |                                                   | 594                                               |                                                   |
| 1790 | 1790                                              |                                                   | 655                                               |                                                   |
| 1800 | 1800                                              |                                                   | 708                                               |                                                   |
| 1810 | 1810                                              |                                                   | 790                                               |                                                   |
| 1820 | 1820                                              |                                                   | 903                                               |                                                   |
| 1830 | 1830                                              |                                                   | 1 119                                             |                                                   |
| 1840 | 1840                                              |                                                   | 1 305                                             |                                                   |
| 1850 | 1850                                              |                                                   | 1 453                                             |                                                   |
| 1860 | 1860                                              |                                                   | 1 729                                             |                                                   |
| 1870 | 1870                                              |                                                   | 1 989                                             |                                                   |
| 1880 | 1880                                              |                                                   | 2 194                                             |                                                   |
| 1890 | 1890                                              |                                                   | 2 514                                             |                                                   |
| 1900 | 1900                                              |                                                   | 2 671                                             |                                                   |
| 1910 | 1910                                              |                                                   | 2 800                                             |                                                   |
| 1920 | 1920                                              |                                                   | 2 915                                             |                                                   |
| 1930 | 1930                                              |                                                   | 2 981                                             |                                                   |
| 1940 | 1940                                              |                                                   | 2 655                                             |                                                   |
| 1950 | 1950                                              |                                                   | 2 410                                             |                                                   |
| 1960 | 1960                                              |                                                   | 2 218                                             |                                                   |
| 1970 | 1970                                              |                                                   | 1 541                                             |                                                   |
| 1980 | 1980                                              |                                                   | 1 248                                             |                                                   |
| 1990 | 1990                                              |                                                   | 1 144                                             |                                                   |
| Anm: Källor: Umeå universitet - Tabellverket 1749-1859, Demografiska databasen, CEDAR, Umeå universitet. |                                                   |                                                   |                                                   |                                                   |